# AntennaPod
AntennaPod ist ein freier Podcatcher für Android. Die App wurde erstmals am 22. Juli 2012 als Version 0.8 veröffentlicht und steht unter der MIT-Lizenz. Sie ist sowohl im Google Play Store, als auch über F-Droid verfügbar. Die Applikation benötigt zur Ausführung keine Google-Play-Dienste.

## Eigenschaften
- Automatische Updates, Downloads und das Streamen von Episoden
- Einstellbare Abspielgeschwindigkeit
- Atom- und RSS-Feeds (auch mit Passwort-Schutz)
- Import und Export von Feeds mit OPML
- Suche nach Podcasts mittels iTunes, fyyd und dem gpodder Service[9], sowie Synchronisation mit letzterem
- Unterstützung von Kapitelmarken (MP3, Podlove und Vorbis comment)[10]
- Unterstützung für „paged feeds“[11]
- Anpassungsmöglichkeit der Benutzeroberfläche

## Rezeption
Die App wurde im Google Play Store bis zum Mai 2025 über 1.000.000 mal heruntergeladen und hat fast 75.000 Bewertungen, die zum großen Teil sehr positiv ausfallen. Die Download-Zahlen für Apps in F-Droid werden nicht ermittelt, somit lässt sich darüber keine Aussage treffen. AntennaPod ist in mehreren Vergleichstests zu Podcast-Apps berücksichtigt, wobei meist die Quelloffenheit und damit einhergehende Werbefreiheit herausgestellt wird.